# Бикчурин, Шамиль Мутыгуллович
Шамиль Мутыгуллович Бикчурин (тат. Шамил Мотыйгулла улы Бикчурин, 1928—1991) — писатель, Заслуженный работник культуры РСФСР, член Союза писателей СССР.

## Биография
Родился 3 января 1928 года в деревне Миннибаево Альметьевского района Татарской АССР в крестьянской семье.
Окончил Альметьевскую среднюю школу. В 1945 году переехал в Казань, два года учился в Казанском театральном училище, год работал в Альметьевском татарском драматическом театре.
В 1948—1952 годах служил в Армии, окончил военную школу авиамехаников. После увольнения в запас работал воспитателем в управлении нефтяного строительного треста Альметьевска, в 1955—1958 годах — строителем в том же тресте.
В 1958—1962 годах литсотрудник отдела промышленности редакции Лениногорской газеты «Ильич Васыятьләре» («Завет Ильича»). В 1962 году принят в Союз писателей СССР.
В 1965—1967 годах учился в Москве на Высших литературных курсах Союза писателей СССР.

## Творчество
Первые очерки и рассказы, посвященные строителям Альметьевска, напечатаны в 1957 году в журнале «Казан Утлары (Огни Казани)».
В 1959 и 1961 годах эти рассказы были включены в сборники, изданные Таткнигоиздатом: «Ташлы тауда» (На каменной горе) и «Каты токым» (Твёрдая порода).
В 1961 году написал либретто к музыкальной комедии «Тальян моңы» (Мелодия тальянки), посвящённой нефтяникам Татарии. В том же году комедия была поставлена Альметьевским татарским драматическим театром, в 1962 году —  Татарским театром оперы и балета имени Мусы Джалиля.
В 1964 году на сцене Татарского академического театра имени Галиаскара Камала было поставлено второе драматическое произведение Шамиля Бикчурина — «Бергә, гомергә» (Вместе, на всю жизнь).
Начиная со второй половины 60-х годов написаны документальная повесть «Кайнар чишмә» (Горячий источник), пьесы «Бергә, гомергә (Навеки вместе)» и «Тальян моңы» (Мелодия тальянки), романы «Каты токым» (Твёрдая порода), «Тирән катлам» (Глубокий пласт). Роман о суровых буднях нефтяников Татарстана «Твёрдая порода» принёс писателю известность, был переведён на многие языки.

## Звания и награды
- Вторая премия на конкурсе Президиума ВЦСПС и Союза Писателей СССР (1976)
- Орден «Знак Почёта» (1971)
- Заслуженный работник культуры РСФСР (1988)